# Автошлях О 020408
Автошля́х О 020408 — автомобільний шлях довжиною 8.4 км, обласна дорога місцевого значення в Вінницькій області. Пролягає по Гайсинському району від села Кунка до села Куна.

## Маршрут
Автошлях проходить через такі населені пункти:
| Автошлях О 020408 |        |
| Вінницька область |        |
| Гайсинський район |        |
| Кунка             | E50М12 |
| Куна              |        |